# Grdoselo
Grdoselo is een plaats in de gemeente Pazin in de Kroatische provincie Istrië. De plaats telt 143 inwoners (2001).